# Medicago polymorpha
Medicago polymorpha conocida entre otros nombres por carretón, alfalfa de secano, carretón cadillo, trébol carretilla y hualputra es una especie botánica de hierbas anuales leguminosas del género Medicago.

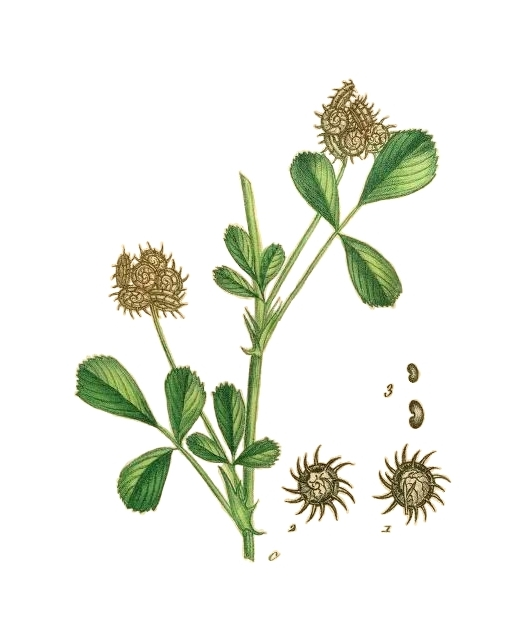
Ilustración

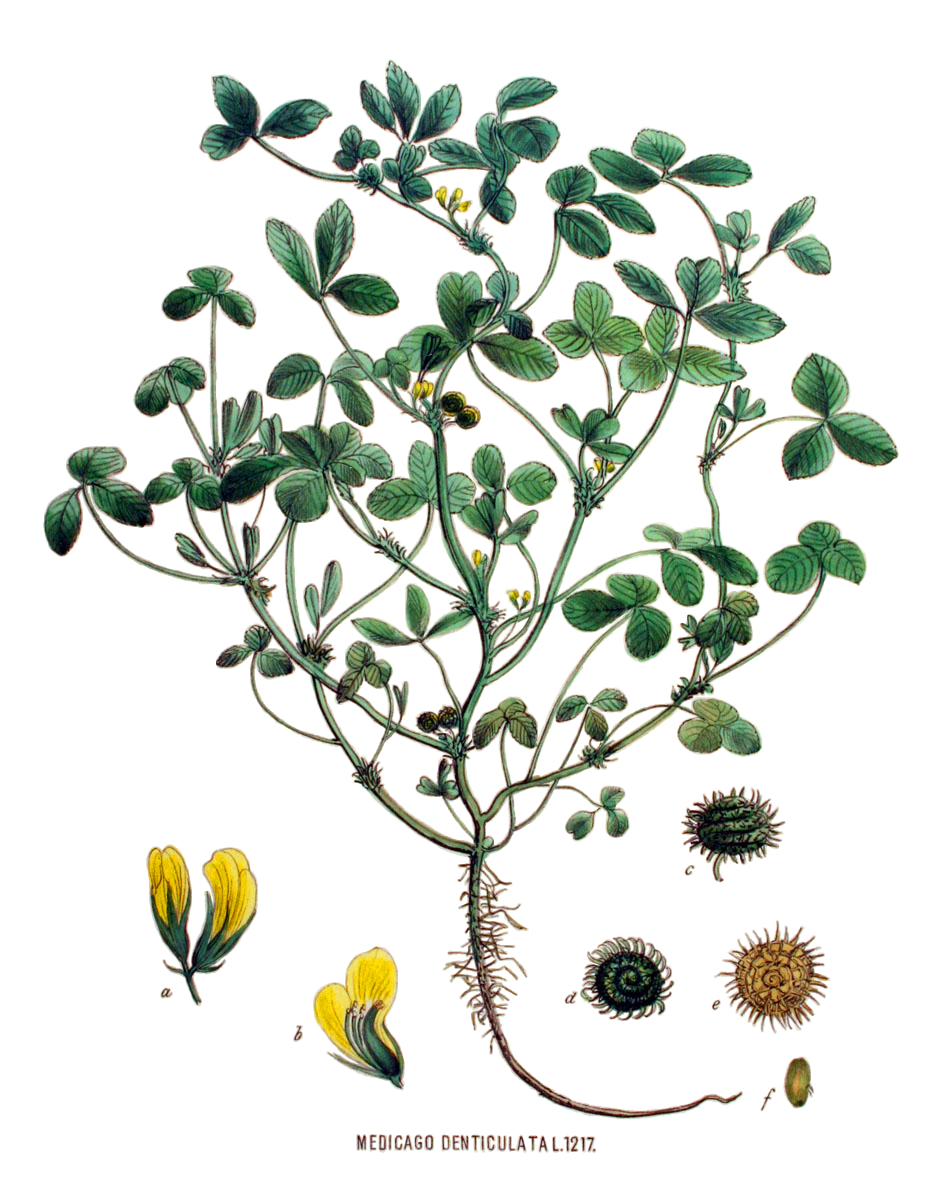
Ilustración de Flora Batava

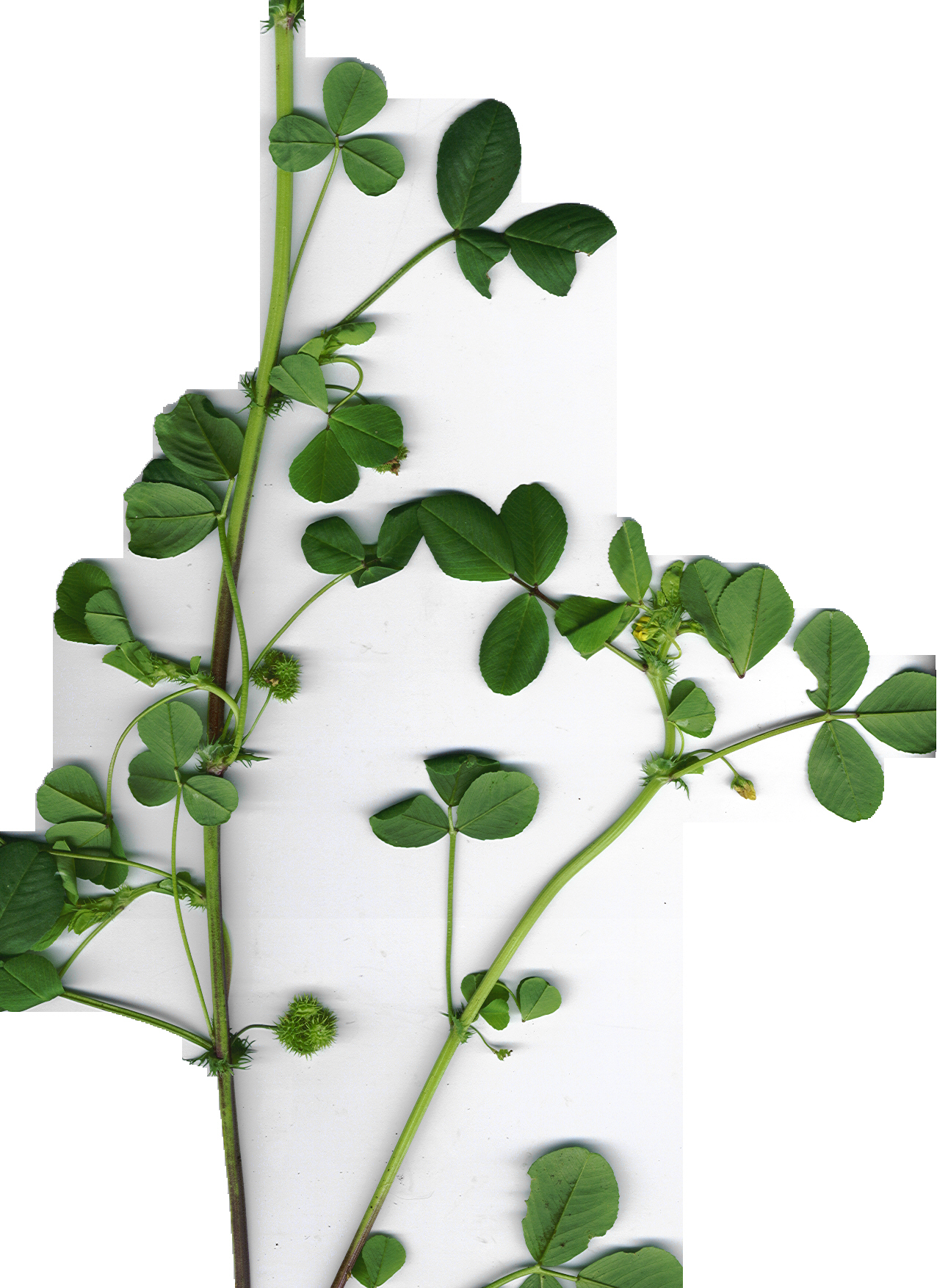
Vista de la planta

## Descripción
Es una leguminosa con forma de trébol de tallos débiles, de 1 a 5 dm de altura, hojas trifoliadas,  folíolos obovados, de truncados a retusos en el ápice, con margen aserrado; estípulas laciniadas. Flores de corola amarilla, poco aparentes, en racimos con 3-8 flores, con pedúnculo de longitud variable. Fruto espiralado, de cilíndrico a discoideo, con aguijones laterales más o menos ganchudos y un surco en su base; 1,5 a 4 espiras, la apical más ancha que las restantes.
De climas mediterráneos. Especie muy adaptada al calor y a la sequía pero poco tolerante a baja temperatura y a heladas. Prefiere suelo calizo.

## Distribución y cultivo
Originaria de la cuenca del Mediterráneo. Su cultivo se extiende en diversos países con climas mediterráneos como Australia, Argentina, Chile, Uruguay, EE. UU. Su cultivo es interesante para las áreas de clima árido y semiárido de la península ibérica.
Medra en climas de inviernos benignos y sequías estivales. Es una importante planta pratense, y los frutos secos constituyen un valioso forraje (pienso) concentrado para los animales que pastan durante la temporada seca. 
No se presta como pasto para los ovinos, porque sus frutos se adhieren a la lana de las ovejas. Para praderas permanentes, ha dado buenos resultados su mezcla con Cynodon dactylon, ya que la gramínea da pasto durante los meses cálidos, y el trébol en el invierno y la primavera

## Implante y subsistencia
Especie anual de autoresiembra. Su banco de semillas, lo forman  elevadas cantidades de semillas duras, germinando escalonadamente por años. La dosis de siembra es entre 8-25 kg/ha. Debido a la dureza seminal es conveniente el tratamiento previo de las semillas antes de sembrar. En años sucesivos a implantado el cultivo, con un ligero escarificado se entierran las semillas en verano.

## Taxonomía
Medicago polymorpha fue descrita por L. y publicado en Species Plantarum 2: 779. 1753.
Citología
Número de cromosomas de Medicago polymorpha (Fam. Leguminosae) y táxones infraespecíficos:  2n=16
Etimología
Medicago: nombre genérico que deriva del término latíno medica, a su vez del griego antiguo: μηδική (πόα) medes que significa "hierba".
polymorpha: epíteto latíno que significa "con muchas formas".
Sinonimia
| - Medicago hispida Gaertn. - Medicago lappacea Desr. - Medicago loretii Albert - Medicago nigra (L.) Krock. - Medicago pentacycla DC. - Medicago reticulata Benth. - Medicago terebellum Willd. - Medicago aculeata Gaertn. - Medicago apiculata var. legionensis Gand. - Medicago apiculata Willd. - Medicago denticulata Willd. - Medicago hispida subsp. hispida Gaertn. - Medicago hispida subsp. lappacea (Desr.) C. Vicioso - Medicago hispida subvar. pentacycla (DC.) Pérez Lara - Medicago hispida var. apiculata Gaertn. - Medicago hispida var. denticulata (Willd.) Pérez Lara - Medicago hispida var. hispida Gaertn. - Medicago hispida var. lappacea (Desr.) Pérez Lara - Medicago hispida var. macrocarpa Urb. - Medicago hispida Gaertn. - Medicago lappacea var. pentacycla (DC.) Boiss. - Medicago lappacea var. tricycla Godr. in Gren. & Godr. - Medicago nigra subsp. microcarpa (Urb.) O. Bolòs & Vigo - Medicago nigra var. apiculata (Willd.) O. Bolòs & Vigo - Medicago nigra var. denticulata (Willd.) O. Bolòs & Vigo - Medicago nigra var. pentacycla (DC.) O. Bolòs & Vigo - Medicago nigra var. polygyra (Urb.) O. Bolòs & Vigo - Medicago nigra var. tricycla (Godr.) O. Bolòs & Vigo - Medicago nigra var. vulgaris (Benth.) Franco |

## Nombres comunes
Castellano: albejana, alfalfa de secano (2), alfalfillo, carretillas (2), carretones, carretón (9), carretón de amores (5), garbancillo, merga, mielga, mielga de caracolillo (2), mielga de piquillos, mierga, torteruelas (2), tribulillo, trébol carretón.(el número entre paréntesis indica las especies que tienen el mismo nombre en España)